# مملكة هجر
مملكة هجر هي مملكة قديمة في شرق الجزيرة العربية. ويرجح أن مملكة هجر كانت تضم شرق الجزيرة العربية بالإضافة لجزر البحرين وجزيرة فيلكا؛ حيث تم العثور على العديد من العملات في هذه المناطق.

## الملوك
ومن خلال دراسة العملات المكتشفة أمكن استخلاص تسلسل ملوك مملكة هجر في شرق الجزيرة العربية وجزر البحرين، وتحديد فترة قيامها ما بين الأعوام 220 ق. م. - 140 ق. م.
| الترتيب | الحـــاكــم                           | فترة الحكم (ق.م) |
| ------- | ------------------------------------- | ---------------- |
| 1       | ابياثا                                | 220-200          |
| 2       | غير معروف                             | 200-190          |
| 3       | حارثة                                 | 190-170          |
| 4       | غير معروف (قد يكون تالبوش والد أبئيل) | 170-160          |
| 5       | ابئيل                                 | 160-140          |

## عاصمة المملكة

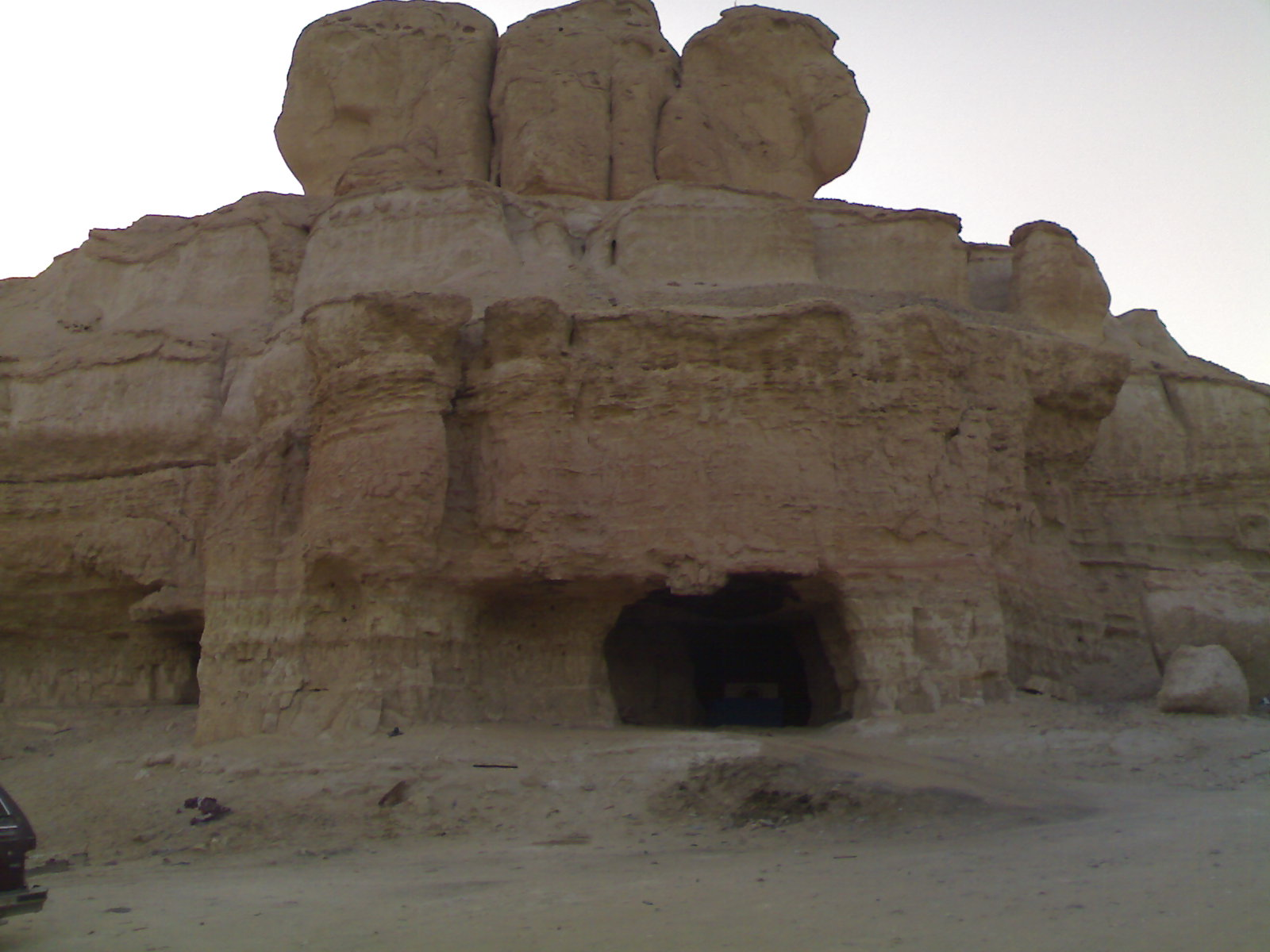
جبل رأس القارة ببلدة الكوارج موقع مدينة هجر قديما

### مدينة هَجَر
أثبت الباحث عبد الخالق الجنبي في كتابه « أن مدينة "جِـرَّه"[جرهاء]، المدينة الأسطورية المفقودة، هي مدينة هَجَر بعينها. وأن مدينة هَجَر كانت تقع عند الركن الشمالي الغربي من جبل القارة وأنّ بقايا آثارها لا زالت تشاهد حتى الآن بالقرب من مغارةٍ كبيرة تُعرف باسم مغارة العيد والمكان معروف إلى الآن باسم الكوارج». وهي لاتطل على البحر مباشرة بل لها ميناء على البحر وتقع بدورها داخل اليابسة.
وعنها يقول سترابو: «مستحدثات الأدوات المصوغة من الذهب والفضة ومنها الأسّرة ومثلثات القوائم والأحواض واوعية الشرب ناهيك عن منازلهم الفخمة وقد تزوقت ابوابها وجدرانها وسطوحها بالألوان وترصعت بالعاج والذهب والفضة والحجارة الكريمة»
فمدينة هجر كانت تعتبر جزءًا من إقليم البحرين، الممتد من الفرات شمالًا إلى عمان جنوبًا، وفي بعض الفترات لم يكن هناك ما يميّز في التسمية ما بين البحرين وهجر والأحساء؛ دل على ذلك كتابات بعض الرحالة الأوروبيين قبل القرنين الماضيين، أمثال عالم الخرائط كارستن نيبور في عام 1772، وفورستر سادلير في عام 1823، وتنتهي هذه الفترة حينما تقلص اسم البحرين تدريجيًّا عن المنطقة، وأصبح يطلق على مجموعة من الجزر في الخليج العربي، كانت تعرف باسم أوال، وأخيرا الفترة التي دعيت الأحساء باسمها الحالي، حينما بنى أبو طاهر الجنابي القرمطي مدينة جديدة في موقع منطقة هجر المطلة على الخليج العربي، ليجعل منها مقرًّا لحكمه؛ أطلق عليها اسم الأحساء، وبقيت على هذا الاسم حتى اليوم.
كانت تقع مدينة هجر ما بين جبل رأس القارة وجبل أبو حصيص والجزء الشمالي من جبل القارة في الأحساء اليوم، وهو موضع يسمى الآن ببلدة الكوارج، كان لها من الأهمية لدى سكان داخل شبه الجزيرة العربية ما جعلها السوق العظمى للمناطق الوسطى والشرقية منها، بفضل ميناء العقير حلقة الوصل في جلب البضائع وتصديرها من وإلى بلاد فارس والهند والصين وأفريقيا وبلاد الرافدين.

## ذكرها في التاريخ
- قال دريب بن الصمة :

- هجر مشهورة بكثرة وبائها, حتى قال عمر بن الخطاب رضي الله عنه: "عجبت لتاجر هجر, وراكب البحر".
- قال الشاعر يذكر إبلا خرجت للميرة إلى هجر, فرجعت بغير كف ولا طعام: حبسن بين رملة وقف ... وبين نخل هجر الملتف [9]
- حادثة الأعرابي الذي حضر وليمة لعبد الملك بن مروان, عجز الفصحاء عن وصف ما حوت من الأطايب والألوان, فقيل له: "هل رأيت يا أعرابي طعاما أطيب وأكثر من هذا؟ " فقال: "أما أكثر فلا, وأما أطيب فنعم ... " وذكر طعاما فيه تمر هجر.[10]
- عندما أتى خلف الأحمر ويحيى اليزيدي أبا المهدي أعرابيا فصيحا حجة، وكان به عارض فوجداه يصلي, فلما التفت قال: "ما خطبكما؟ " قالا: "كيف تقول: ليس الشرابُ إلا العسلُ؟ " فقال: "فما يصنع سودان هجر، ما لهم شراب غير هذا التمر"[11]
- يذكر أن الشاعر المهلهل قد هلك فيها وهو أول من هلهل الشعر وأرق نسجه، مات عطشا في حمارّة القيظ. ومن الغريب أن سبب موته هو خمر هجر هذه: وذلك أن عمرو بن مالك ومهلهلا التقيا في خيلين من غير مزاحفة في بعض الغارات بين بكر وتغلب، فانهزمت خيل مهلهل وأدركه عمرو بن مالك فأسره, فانطلق به إلى قومه وهم في نواحي هجر، فأحسن إساره، ومر عليه تاجر يبيع الخمر، قدم بها من هجر وكان صديقا لمهلهل يشتري منه الخمر، فأهدى إليه وهو أسير وعاء خمر، فاجتمع إليه بنو مالك فنحروا عنده بكرا وشربوا عند مهلهل في بيته -وقد أقرد له عمرو بيتا يكون فيه- فلما أخذ منهم الشراب تغنى مهلهل فيما كان يقوله من الشعر وينوح به على كليب، فسمع ذلك عمرو بن مالك وهاج تغنّيه كامن الغيظ في نفسه فقال: "إنه لريَّان، والله لا يشرب ماء حتى يرد ربيب" "وربيب هذا جمل كان لعمرو بن مالك، وكان يتناول الدِّهاس من أجواف هجر فيرعى فيها غبا بعد عشر في حمارّة القيظ" فأشفق إخوان عمرو من هذا القسم وخافوا أن يزيد الشر بين الحيين إن هلك مهلهل، فأسرعت ركبانهم وخرجت في طلب البعير ربيب، وهم حراص على ألا يقتل مهلهل، فلم يقدروا على البعير حتى مات مهلهل عطشا, ونحر عمرو يومئذ ناقة مسنة فأسرج جلدها على مهلهل وأخرج رأسه.[12]

- ذكر ابن فقيه الهمداني في كتابه البلدان أن لهجر قصبات ثلاث يُقصد بها وسط المدينة وهي متقاربة جدا، وهي حصن المشقَّر الذي شَهِد إيقاع حامية كسرى إبّان ظهور الإسلام وقبل هجرة الرسول إلى المدينة، وأصبح هذا اليوم يسمى بيوم المشقَّر، وحصن الصفا وهو حصن قريب من حصن المشقَّر كان قائما في جبل رأس القارة في بلدة القارة، وجبل الشبعان وهو الجبل الذي يعرف حاليا في الأحساء باسم جبل القارة،[13] وبين الصفا والمشقَّر يجري نهر يسمى المُحلّم قال فيه الشاعر ميمون بن قيس البكري (الأعشى):[8]

- قال عنه العالم اللغوي محمد بن أحمد الأزهري صاحب كتاب التهذيب في اللغة:[8]

| مملكة هجر | مُحَلّمٌ عينٌ فوّارةٌ بالبحرين، وما رأيت عينًا أكثر ماءً منها، وماؤها حارٌّ في منبعهِ، وإذا برد فهوَ ماءٌ عذب، ولهذهِ العين إذا جرَت في نهرِها خُلًجٌ كثيرةٌ تتخلّجُ منها، تسقي نخيل جُوَاثى وعسلّج وقُريّاتٍ من قرى هَجَر، وأرى مُحلّمًا اسم رجلٍ نُسبت العينُ إليه | مملكة هجر |

- قال الشاعر الأخطل:

### مدينة الجرهاء
هي مدينة مندثرة أسسها الكلدانيون عند نزوحهم من أرض بابل سنة 694 ق م، ويرجح المؤرخون أن هجر قامت على أنقاضها، ثم الأحساء اليوم، وسميت بهذا الاسم نسبة إلى الجرعاء، السوق الأحسائي الذي ذكره المؤرخ أحمد بن محمد الهمداني في كتابه صفة جزيرة العرب، ومما يؤكد أن الكلدانيين سكنوا الأحساء قديما العثور على نقوش كلدانية يعود تاريخها إلى القرن التاسع قبل الميلاد. وقد أطلق عليهم العالم اليوناني إسطرابون اسم جرهين، وقال «أنهم أغنى العرب يقتنون الرياش الفاخرة ويمتلكون آنية الذهب والفضة والحجارة الكريمة وعلى يدهم تأسست إمارة الجرهاء». ويصل قُطر مساحة الجرهاء خمسة أميال، بحسب ما ذكر المؤرخ بليني، وبها أبراج قائمة مشيدة من أحجار الملح، ولهذا السبب لم يدون سكانها كتاباتهم على معابدهم وقلاعهم، لأن أبنيتهم من حجارة الملح؛ فهي لا تتحمل عوامل المناخ، إضافة إلى أن واحة الأحساء ليس بها جبال كغيرها من المدن ينقشون عليها طقوسهم الدينية.

## السكان
شهدت مملكة هجر في الفترة ما بين 250 ق.م - 150م، زيادة كبيرة في أعداد السكان.

## المسكوكات
صكت المملكة عملاتها الخاصة التي حملت أسماء ملوكها واسم مملكتها؛ حيث عثر على عدد معتبر من العملات في البحرين وشرق الجزيرة العربية وسلطنة عمان والإمارات العربية، وجميعها تقليد لعملة الإسكندر اليونانية التي كانت متداولة في الإمبراطورية السلوقية بهوية محلية.
هذا، وقد عُثر على مسكوكات بتأريخين مختلفين لفترة زمنية تقارب ثمانين عاما، في مدينة الثاج القديمة ( الجرهاء)، لملكين اثنين؛ أحدها يحمل اسم الملك أبي-إيل، مملكة هجر العربية، بحدود عام 220 ق.م، وهي تؤكد لوجود مملكة عربية قوية.

## وصلات خارجية
http://www.alwasatnews.com/2918/news/read/472568/1.html